# Perdita tropicalis
Perdita tropicalis är en biart som beskrevs av Cockerell 1912. Perdita tropicalis ingår i släktet Perdita och familjen grävbin. Inga underarter finns listade i Catalogue of Life.